# SSV Markranstädt

Az SSV Markranstädt egy német labdarúgó-szövetség a Lipcse melletti szászországi Markranstädt városából.

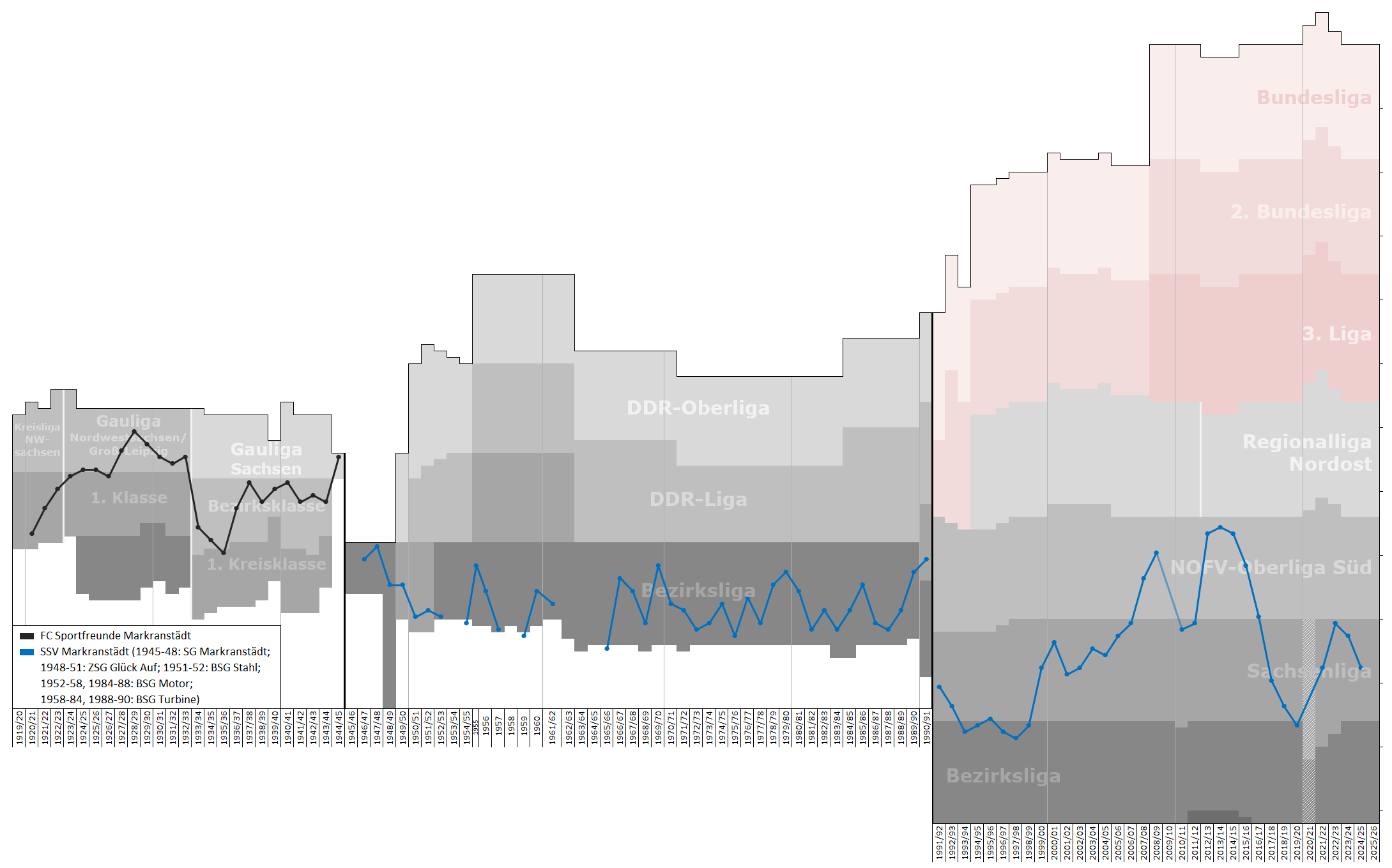
Történelmi diagramm az SSV Markranstädt teljesítményéről.

Egy nagyobb sportklub része, amelyben tollaslabda, kerékpárlabda, asztalitenisz, torna és röplabda szakosztályok is előfordulnak.

## Történelem
A második világháborút követően Sportgemeinde Markranstädt néven alapított klub az élvonalbeli regionális Landesliga Sachsen/Leipzig-ben szerepelt a szovjet megszállás alatt álló keleti országrészben, és az 1947–1948-as szezonban első helyezést ért el.   
Az SG Glück-Auf Markranstädt névre keresztelt csapat a következő két szezonban egymás után a hetedik helyen végzett. A klub ezután eltűnt az alsóbb szintű játékban Kelet-Németországban, és az ottani legtöbb más klubhoz hasonlóan az évek során többszöri névváltoztatáson ment keresztül:  
- BSG Stahl Markranstädt (1951–1952);
- BSG Motor Markranstädt (1952–1958);
- BSG Turbine Markranstädt (1959–1984);
- BSG Motor Markranstädt (1984–1988);
- BSG Turbine Markranstädt (1988–1990).